# Homoporus atriscapus
Homoporus atriscapus är en stekelart som först beskrevs av Charles Joseph Gahan 1927.  Homoporus atriscapus ingår i släktet Homoporus och familjen puppglanssteklar. Inga underarter finns listade i Catalogue of Life.